# 이연주 (1982년)
이연주(1982년 6월 20일 ~ )는 대한민국의 배우이다.

## 학력
- 한양대학교 무용학과

## 출연
- 2011년 강력반 - 설희 역
- 2011년 위험한 상견례
- 2007년 8월에 내리는 눈 - 백홍화 역
- 2007년 용의주도 미스 신
- 2007년 못말리는 결혼
- 2006년 언니가 간다
- 2003년 써클
- 2002년 연애소설